# Kayvan Novak
Kayvan Novak (Londra, 23 novembre 1978) è un attore britannico di origine iraniana.

## Filmografia parziale

### Attore

#### Cinema
- Syriana, regia di Stephen Gaghan (2005)
- Four Lions, regia di Chris Morris (2010)
- Paddington, regia di Paul King (2014)
- Cuban Fury, regia di James Griffiths (2014)
- Prevenge, regia di Alice Lowe (2016)
- Man in Black: International, regia di F. Gary Gary (2019)
- Verrà il giorno... (The Day Shall Come), regia di Chris Morris (2019)
- Crudelia (Cruella), regia di Craig Gillespie (2021)

#### Televisione
- Judge John Deed – serie TV, 1 episodio (2001)
- Family Affairs – serie TV, 1 episodio (2002)
- Holby City – serie TV, 5 episodi (2004)
- Spooks – serie TV, 1 episodio (2004)
- Skins – serie TV, 2 episodi (2013)
- Doctor Who – serie TV, 1 episodio (2013)
- Inside No. 9 – serie TV, 1 episodio (2014)
- A Christmas Carol – miniserie TV (2019)
- What We Do in the Shadows – serie TV (2019-in corso)

### Doppiatore
- Le avventure di Sammy (Sammy's avonturen: de geheime doorgang), regia di Ben Stassen (2010)
- I primitivi (Early Man), regia di Nick Park (2018)
- Archer – serie animata, 12 episodi (2020-2022)

## Doppiatori italiani
Nelle versioni in italiano delle opere in cui ha recitato, Kayvan Novak è stato doppiato da:
- Guido Di Naccio in Four Lions
- Francesco Sechi in Paddington
- Paolo De Santis in What We Do in the Shadows
- Flavio Aquilone in Crudelia

Da doppiatore è sostituito da:
- Francesco Vairano in Le avventure di Sammy
- Massimo De Ambrosis in Archer (Rex Licardo)
- Marco Vivio in Archer (Fabian Kingsworth)